# ماهی‌خورک
ماهی‌خورک‌ها گروهی از پرندگان رنگین‌پر و با جثه کوچک تا متوسط هستند که در سه تیره در راسته سبزقباسانان قرار گرفته‌اند. آن‌ها در سراسر جهان پراکنده هستند ولی بیشتر آن‌ها در بر قدیم به سر می‌برند. اعضای سه‌گانه‌های این گروه عبارتند از تیره‌های ماهی‌خورک‌های رودخانه‌ای، ماهی‌خورک‌های درختی، و ماهی‌خورک‌های آبی. این‌ها تشکیل‌دهندهٔ زیرراستهٔ ماهی‌خورک‌سانیان هستند.
نزدیک به ۹۰ گونه در این گروه قرار دارند. این پرندگان همگی دارای سرهای بزرگ، نوک‌های بلند و تیز و مخروط‌شکل، پاهای کوتاه، و دم‌های ریشه‌ریش هستند. بیشتر آن‌ها دارای رنگ‌آمیزی‌های روشن بر پرهای خود هستند و فرق کمی میان دو جنس وجود دارد.
|  | ماهی‌خورک‌های رودخانه‌ای                                              |
|  |                                                                    |
|  | \| \| ماهی‌خورک درختی \| \| \| \| \| \| ماهی‌خورک‌های آبی \| \| \| \| |
|  |                                                                    |
|  | ماهی‌خورک درختی                                                     |
|  |                                                                    |
|  | ماهی‌خورک‌های آبی                                                    |
|  |                                                                    |

|  | ماهی‌خورک درختی  |
|  |                 |
|  | ماهی‌خورک‌های آبی |
|  |                 |

## تغذیه
ماهی‌خورک از ماهی‌های کوچک٬ بچه‌ماهی‌ها و بچه‌قورباغه‌ها تغذیه می‌کند.

## رفتار
ماهی‌خورک‌ها پرندگانی قلمرو طلب هستند. پرنده‌های نر در فصل زادآوری٬ برای جلب توجه ماده‌ها به سختی با هم مبارزه می‌کنند.
این پرندگان از آدمی گریزانند.